# Campionati del mondo di atletica leggera indoor 2010 - Salto in lungo maschile
Il salto in lungo maschile si è tenuta il 12 ed il 13 marzo 2010. Per potersi qualificare alla gara, bisognava aver fatto 8,10 m.

## Risultati

### Qualificazioni
Va in finale chi supera gli 8.00 m o rientra tra i migliori 8.
| Pos | Gruppo | Nome                   | Nazione        | #1   | #2   | #3   | Ris  | Note  |
| --- | ------ | ---------------------- | -------------- | ---- | ---- | ---- | ---- | ----- |
| 1   | B      | Fabrice Lapierre       | Australia      | 7.66 | 8.19 |      | 8.19 | Q, AR |
| 2   | A      | Mitchell Watt          | Australia      | 8.00 |      |      | 8.00 | Q     |
| 3   | B      | Christian Reif         | Germania       | 7.70 | 7.12 | 7.96 | 7.96 | q     |
| 4   | B      | Godfrey Khotso Mokoena | Sudafrica      | 7.72 | 7.74 | 7.95 | 7.95 | q, SB |
| 5   | A      | Salim Sdiri            | Francia        | 7.81 | 7.94 | x    | 7.94 | q     |
| 6   | A      | Ndiss Kaba Badji       | Senegal        | 7.93 | x    | x    | 7.93 | q     |
| 7   | B      | Ignisious Gaisah       | Ghana          | 7.89 | x    | x    | 7.89 | q, SB |
| 8   | B      | Andriy Makarchev       | Ucraina        | 7.81 | 7.88 | x    | 7.88 | q     |
| 9   | A      | Issam Nima             | Algeria        | 7.48 | 7.88 | 7.63 | 7.88 | NR    |
| 10  | B      | Kafétien Gomis         | Francia        | 7.60 | 7.74 | 7.84 | 7.84 |       |
| 11  | A      | Greg Rutherford        | Gran Bretagna  | 7.35 | 7.80 | x    | 7.80 |       |
| 12  | A      | Irving Saladino        | Panama         | x    | x    | 7.80 | 7.80 | SB    |
| 13  | A      | Tommi Evilä            | Finlandia      | 7.77 | 7.77 | 7.69 | 7.77 |       |
| 14  | B      | Chris Tomlinson        | Gran Bretagna  | 7.62 | x    | 7.75 | 7.75 |       |
| 15  | B      | Gable Garenamotse      | Botswana       | x    | 7.73 | 7.62 | 7.73 | SB    |
| 16  | B      | Michel Tornéus         | Svezia         | 7.27 | 7.69 | 7.71 | 7.71 |       |
| 17  | B      | Randall Flimmons       | Stati Uniti    | 7.68 | 7.49 | 7.68 | 7.68 |       |
| 18  | B      | Li Jinzhe              | Cina           | 7.41 | 7.58 | 7.68 | 7.68 |       |
| 19  | A      | Viktor Kuznyetsov      | Ucraina        | 7.64 | 7.66 | 7.28 | 7.66 |       |
| 20  | A      | Jeff Henderson         | Stati Uniti    | 7.64 | 5.42 | 7.44 | 7.64 |       |
| 21  | B      | Hussein Al-Sabee       | Arabia Saudita | 7.42 | 7.56 | 7.46 | 7.56 |       |
| 22  | A      | Yu Zhenwei             | Cina           | 7.54 | x    | 7.46 | 7.54 |       |
| 23  | A      | Yahya Berrabah         | Marocco        | 7.52 | x    | 7.49 | 7.52 |       |
| 24  | A      | Nikolay Atanasov       | Bulgaria       | 7.52 | x    | x    | 7.52 |       |
| 25  | B      | Tyrone Smith           | Bermuda        | 7.19 | 7.45 | 7.43 | 7.45 | SB    |
| 26  | A      | Arsen Sargsyan         | Armenia        | 7.42 | x    | 7.45 | 7.45 |       |
| NCL | B      | Wilfredo Martínez      | Cuba           | x    | x    | x    | NM   |       |

### Finale
| Pos | Nome                   | Nazione   | #1   | #2   | #3   | #4   | #5   | #6   | Risultato | Note |
| --- | ---------------------- | --------- | ---- | ---- | ---- | ---- | ---- | ---- | --------- | ---- |
|     | Fabrice Lapierre       | Australia | x    | x    | 8.01 | 8.09 | 8.17 | x    | 8.17      |      |
|     | Godfrey Khotso Mokoena | Sudafrica | 7.86 | x    | 7.76 | x    | 7.90 | 8.08 | 8.08      | SB   |
|     | Mitchell Watt          | Australia | x    | 7.93 | x    | 7.88 | x    | 8.05 | 8.05      |      |
| 4   | Salim Sdiri            | Francia   | x    | 7.93 | 7.87 | 8.01 | -    | 7.95 | 8.01      |      |
| 5   | Christian Reif         | Germania  | 7.86 | x    | x    | 7.81 | 7.83 | 7.75 | 7.86      |      |
| 6   | Ndiss Kaba Badji       | Senegal   | 7.64 | x    | 7.72 | 7.86 | 7.45 | 7.71 | 7.86      |      |
| 7   | Ignisious Gaisah       | Ghana     | 7.46 | x    | 7.55 | 7.61 | 7.81 | x    | 7.81      |      |
| 8   | Andriy Makarchev       | Ucraina   | x    | 7.65 | 7.44 | x    | 7.55 | 7.45 | 7.65      |      |